# 苘麻叶扁担杆
苘麻叶扁担杆（学名：Grewia abutilifolia）为椴树科扁担杆属下的一个种。

## 扩展阅读
- 維基物種上的相關：苘麻叶扁担杆